# BMW X5 (F15)
BMW X5 (F15) — це розкішний позашляховик середнього розміру, який BMW виробляє та продає по всьому світу з 2013 року. Автомобіль був представлений на Франкфуртському міжнародному автосалоні 2013 року. Ранні моделі X5 включають xDrive50i, xDrive30d, M50d. BMW xDrive40d, xDrive35i, xDrive25d, sDrive25d повинні були бути додані в грудні 2013 року.
X5 надійшов у автосалони США в четвертому кварталі 2013 року. Ранні моделі включають sDrive35i, xDrive35i, xDrive50i, а потім xDrive35d на початку 2014 року. і xDrive40e, гібридний варіант, що підключається до мережі, у 2015 році.

## Концептуальні автомобілі

### BMW Concept X5 eDrive (2013)
BMW Concept X5 eDrive — це гібридна версія концептуального автомобіля X5, що підключається від електромережі, із решітками радіатора, повітрозабірниками та вставками в задньому бампері кольору BMW i Blue; Колір кузова Silverflake metallic, система повного приводу xDrive, спеціально розроблені рейлінги на даху, роз'єм для зарядного кабелю, який світиться під час заряджання, 21-дюймові легкосплавні диски в ексклюзивному аеродинамічно оптимізованому дизайні, чотирициліндровий BMW TwinPower двигун з турбонаддувом та електродвигун на 70 кВт (94 к.с.), розроблений BMW Group, зарядний кабель, який зберігається в багажному відділенні під плоским відсіком для речей, і BMW ConnectedDrive з додатком Remote. Електродвигун може рухатися на максимальній швидкості 120 км/год (75 миля/год). Режим батареї має повністю електричний діапазон 30 км (19 миль).
Автомобіль був представлений на Франкфуртському міжнародному автосалоні 2013 року. Серійна модель отримала назву BMW X5 xDrive40e.

### BMW Concept X5 Security Plus (2013)

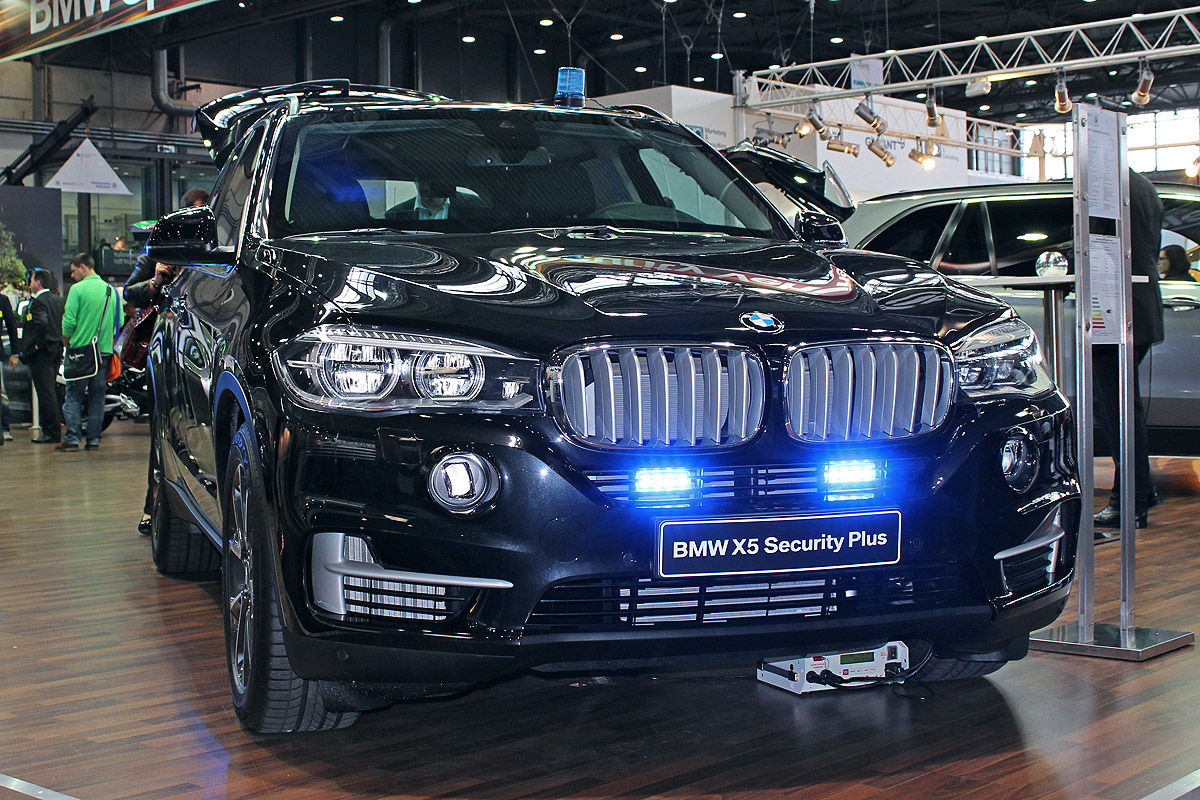
BMW Concept X5 Security Plus

BMW Concept X5 Security Plus — це броньована версія BMW X5 xDrive50i з рівнем захисту VR6, з броньованою пасажирською камерою, виготовленою з високоякісних сталевих формувань і панелей, герметичних з'єднань, захисного скла, інтелектуальної системи екстреного виклику та додаткового BMW ConnectedDrive. Інші опції включали світлодіодні стробоскопи в решітці радіатора, маячки на даху з системою сирени та допоміжний акумулятор.
Автомобіль був представлений на Франкфуртському міжнародному автосалоні 2013 року.

## Виробничі моделі

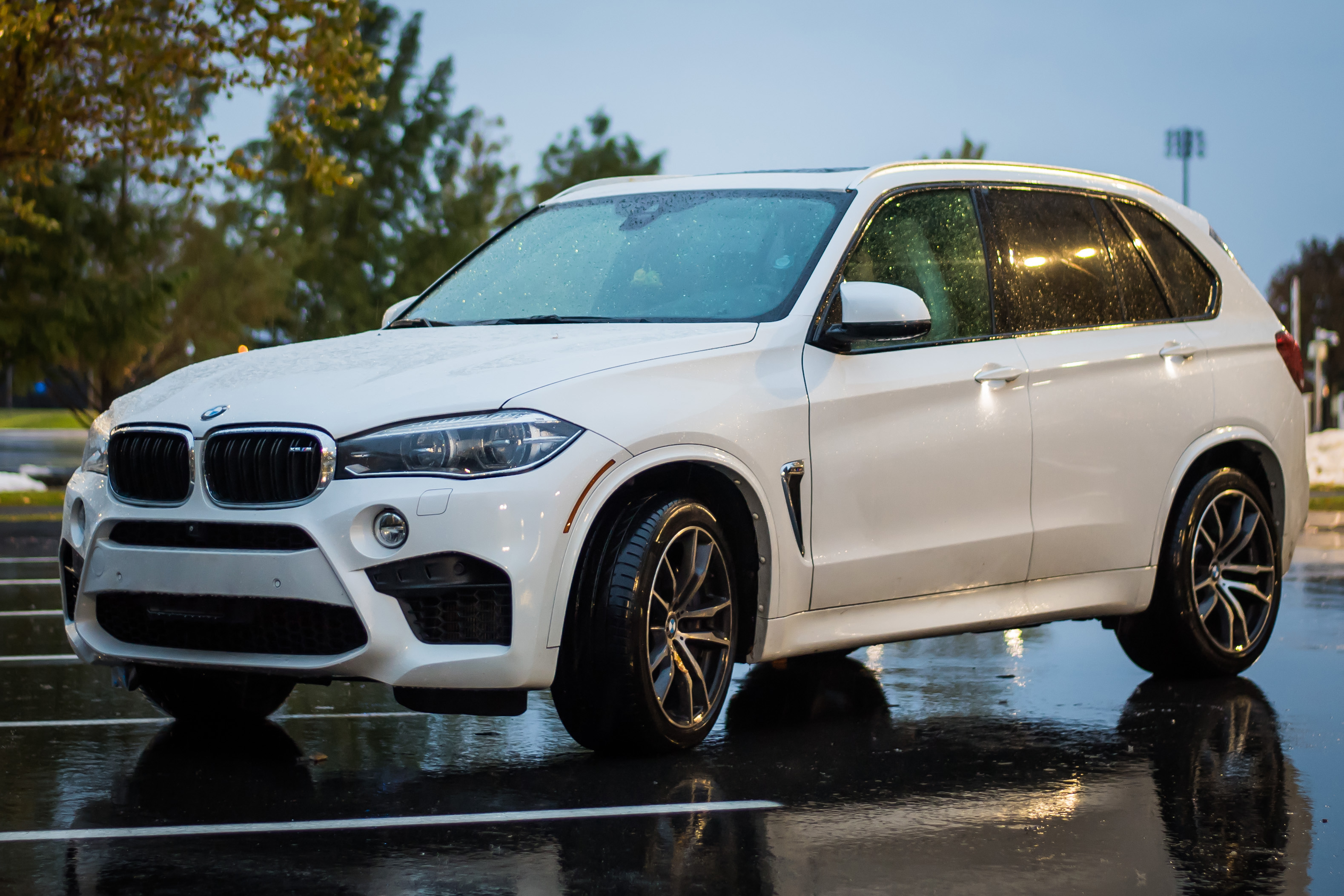
BMW X5M вид спереду

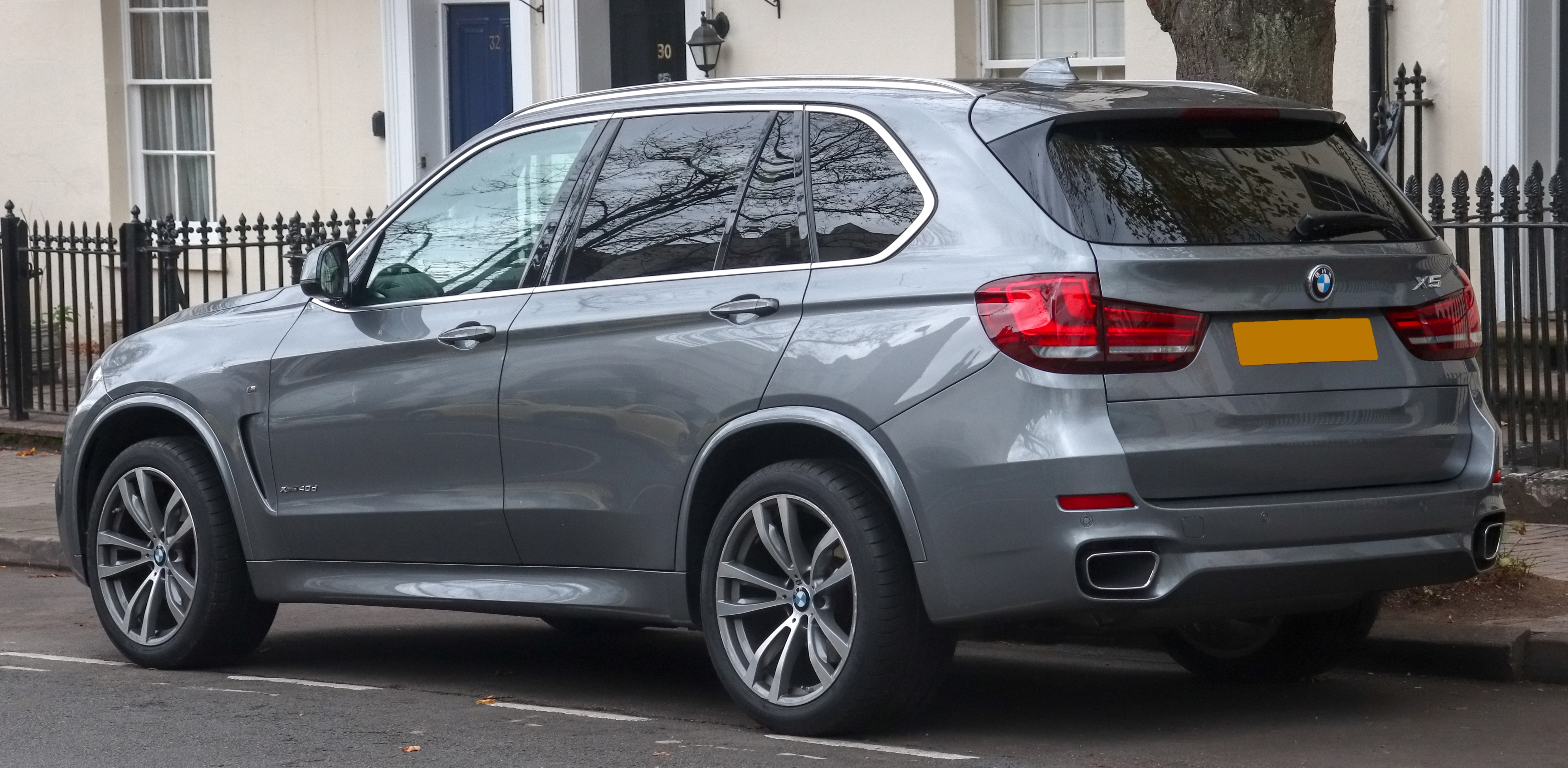
Вид ззаді

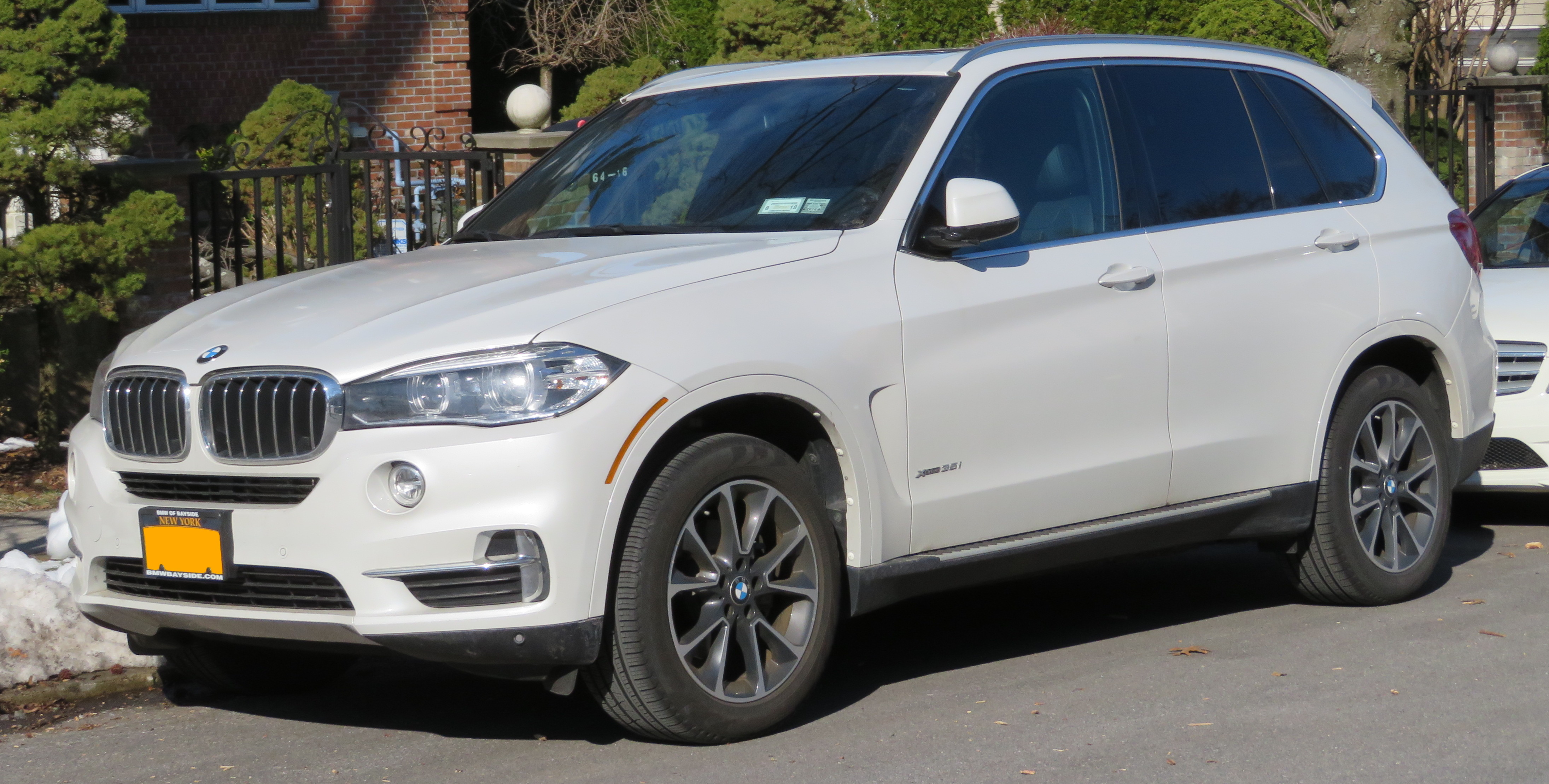
BMW X5 xDrive35i

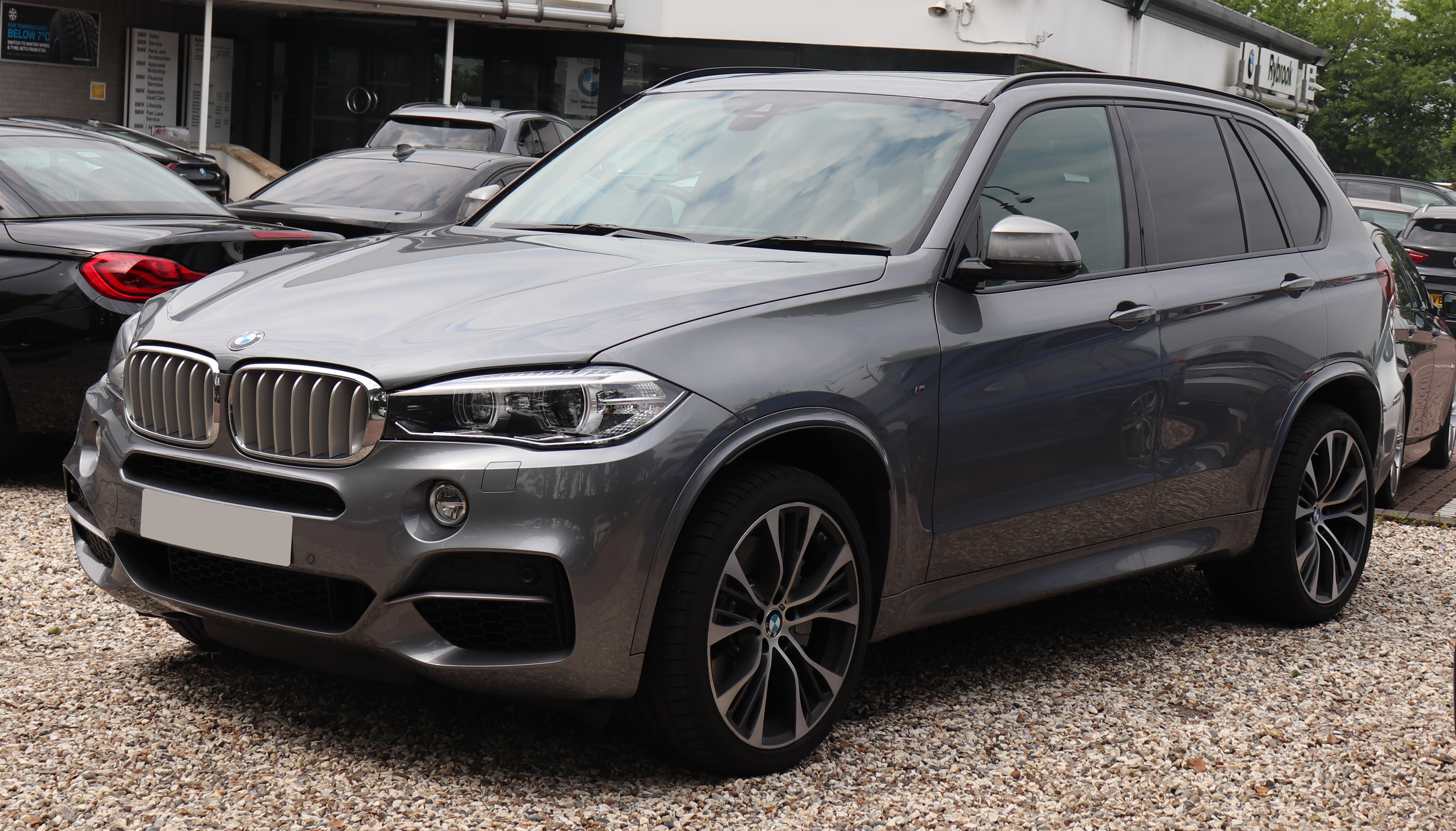
BMW X5 M 50d

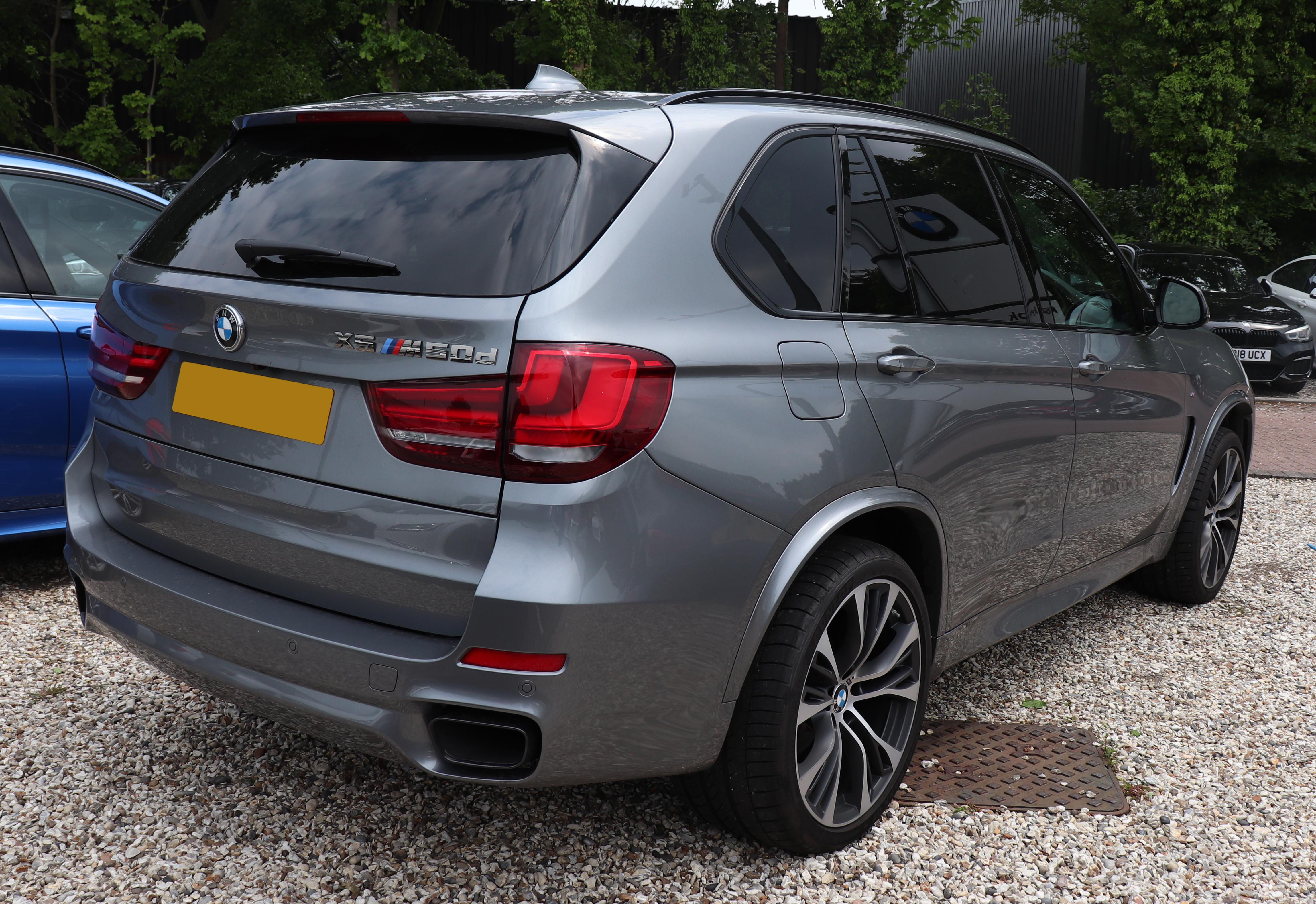
BMW X5 M 50d

### BMW X5 M50d, модельний ряд BMW Individual, оригінальні аксесуари BMW (2013-)
BMW X5 M50d включає в себе адаптивну підвіску M (динамічний контроль амортизаторів і пневматична підвіска на задній осі, електропідсилювач керма) і 19-дюймові легкосплавні диски M у дизайні з подвійними спицями, змішані шини. Додатковий пакет адаптивної підвіски Dynamic включає Dynamic Performance Control і активну стабілізацію крену Dynamic Drive.
Асортимент BMW Individual включає додаткові варіанти персоналізації, такі як до семи шарів фарби (включно з Ruby Black metallic і Pyrite Brown metallic) і додавання спеціальних кольорових пігментів, що створюють райдужні ефекти, 20-дюймові легкосплавні диски BMW Individual у V-подібному кольорі. спицьовий дизайн зі змішаними шинами, оздоблення дрібнозернистою шкірою Merino кольору Amaro Brown і Criollo Brown від BMW Individual і внутрішні декоративні планки BMW Individual кольору Piano Finish Black або Sen Light Brown.
Оригінальний асортимент аксесуарів BMW для BMW X5 включає килимки (з гумовою поверхнею, інтегрованою в область ніг), килимки для багажного відділення, транспортні сумки (включаючи сумку для зберігання), органайзер для сидіння, сумку для лиж і сноуборду (максимум 4 пари лиж або 3 сноуборди, вбудовані ролики, ручки та плечовий ремінь) і транспортна сумка для лижних черевиків, шоломів і рукавичок.
Лінійка BMW Individual мала бути доступна з грудня 2013 року.

### X5 M
Похідна продуктивності BMW M від X5 F15 має позначення F85 і була випущена в 2015 році. Його 4,4-літровий двигун V8 S63B44T2 має 423 кВт (567 к.с.) і 553 фунтів·футів (750 Н·м) крутного моменту, що робить його найпотужнішим двигуном, коли-небудь розробленим для повнопривідних BMW на той час. Двигун оснащено технологіями M TwinPower Turbo та Valvetronic, які забезпечують швидкість 100 км/год (62 миля/год) за 4,2 секунди.
Налаштована M-система повного приводу xDrive забезпечує тягу. Він розподіляє привід між передньою та задньою осями, тоді як Dynamic Performance Control розподіляє крутний момент між 21-дюймовими легкосплавними дисками M з подвійними спицями.

### X5 xDrive40e

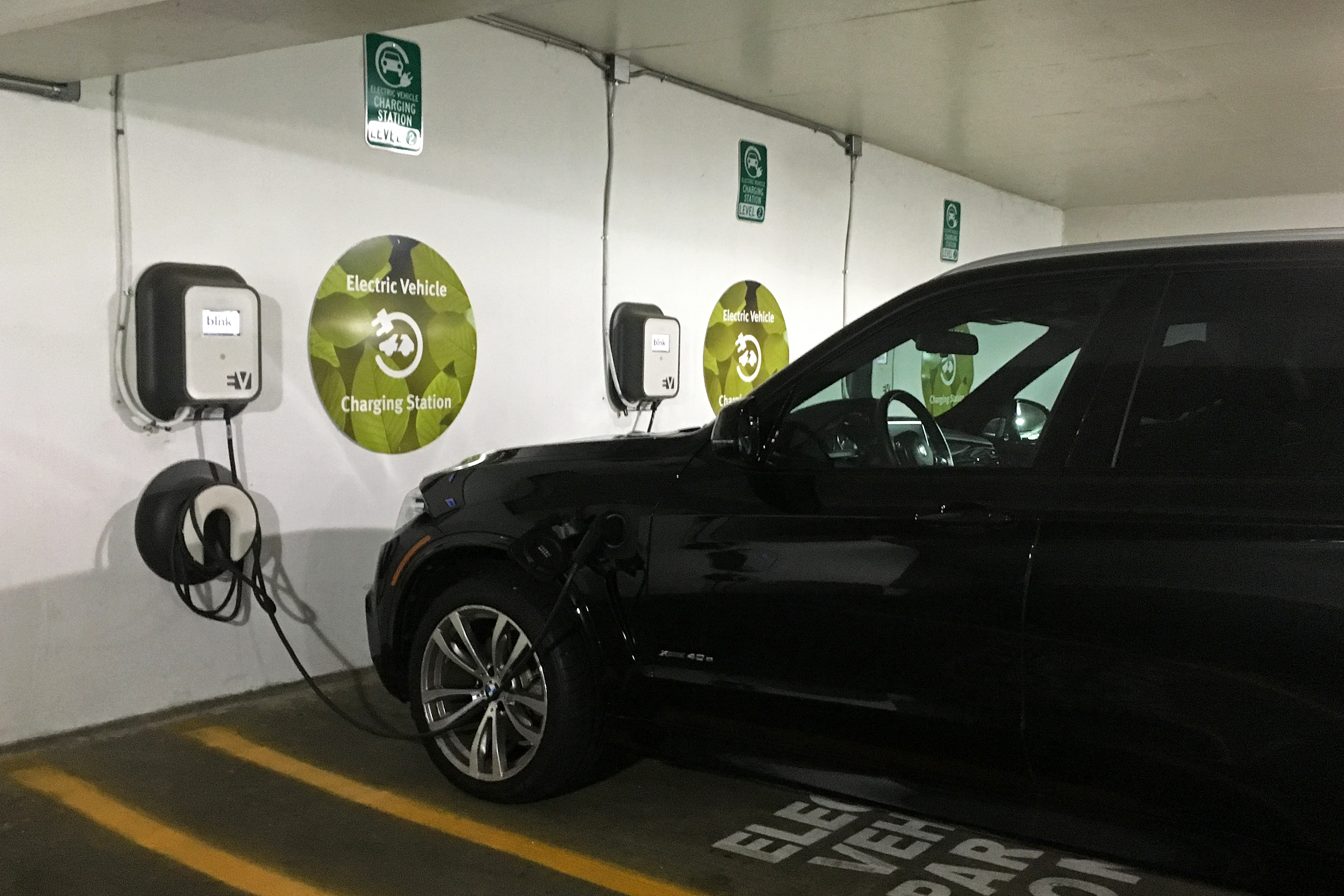
BMW X5 xDrive40e — це плагін-гібрид із повністю електричним діапазоном 23 км.

BMW X5 xDrive40e — перший плагін-гібрид, випущений під основним брендом BMW. Використання технології BMW eDrive на усталеній платформі X5 є прямим перенесенням технологій від автомобілів BMW i, зокрема, від технології BMW i8.
X5 xDrive40e має двигун 2.0 Бензиновий двигун з турбонаддувом 180 кВт (241 к.с.) у поєднанні з 83 кВт (111 к.с.) електродвигун і 9,0 кВт/год акумулятора.
Виробництво плагін-гібридного варіанту було заплановано на квітень 2015 року. Роздрібні поставки (США) почалися в жовтні 2015 року. Ціна починалася з US$62,100 (еквівалент 40 365 фунтів стерлінгів) до відповідних пільг уряду США.
Агентство з охорони навколишнього середовища США оцінило економію палива X5 xDrive40e у поєднанні місто/шосе на 68 миль на галон (США) (3,5 л/100 км; 82 милі на галон на імп.) балів еквівалент (MPG-e) в повністю електричному режимі (споживання енергії 59 кВт-год/100 миль). Економія палива в режимі лише на бензині була оцінена в 24 милі на галон (9,8 л/100 км; 29 миль на галон). Повністю електричний діапазон EPA становить 14 миль (23 км) з автомобілем, що використовує трохи бензину, і в результаті офіційний діапазон EPA коливається від 0 і 14 миль (0 і 23 км).

### BMW X5 sDrive35i
У цьому поколінні X5 BMW представила систему заднього приводу sDrive. sDrive мав на меті збільшити маневреність у порівнянні з традиційними позашляховиками із заднім приводом.

### Аварійні автомобілі BMW X5 (2014-)
BMW X5 перетворили на автомобілі швидкого реагування з двигунами sDrive25d, xDrive30d і xDrive40d.
Автомобіль був представлений на 14-й виставці RETTmobil у Фульді (xDrive30d).

## Технічні характеристики

### Дизайн
Нове покоління BMW X5 — на 5 мм (0,2 дюйма) ширше, 26 мм (1,0 дюйма) довший і 14 мм (0,6 дюйма) нижче, ніж E70, але колісна база залишається на рівні 2 933 мм (115,5 дюймів). Спереду F15 бере дизайн від F30 серії 3, а ззаду він схожий на інші поточні моделі серії X. Інтер'єр тепер має 10,25-дюймовий дисплей. Зовнішній вигляд, розроблений дизайнером BMW Марком Джонсоном, був затверджений у листопаді 2010 року, а виробництво завершено у 2011 році.

### Технології
BMW стверджує, що конструкція кузова нового X5 виготовлена з надміцної сталі, бічних панелей — з термопластику, капота — з алюмінію, а панель приладів — з магнію, що робить новий BMW X5 легшим. Залежно від моделі, новий Х5 аж на 90 кг (198 фунтів) легше, ніж відповідна модель попереднього покоління X5 з порівнянним оснащенням.

### Обладнання

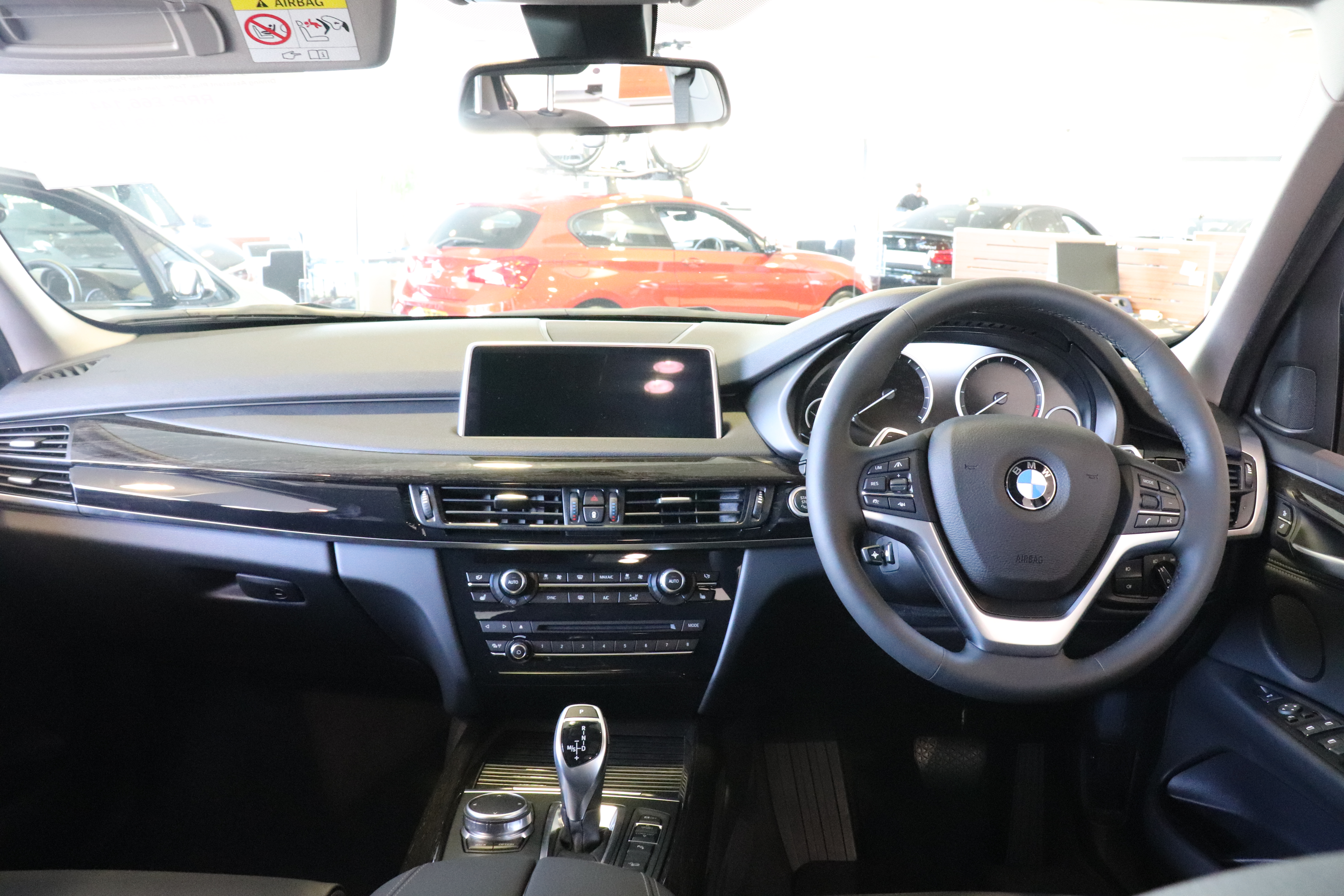
Інтер'єр

У 2013 році до опцій, які вже доступні для всіх варіантів двигунів нового BMW X5, було додано спеціальні опції BMW Individual. Опції включали оздоблення дрібнозернистою шкірою Merino BMW Individual кольорів Criollo Brown і Amaro Brown (строчка й окантовка контрастного кольору та декоративна перфорація на поверхнях сидінь), декоративні планки BMW Individual у кольорах Piano Finish Black і Sen Light Brown з високоякісного дерева, 20 дюймові легкосплавні диски BMW Individual у дизайні V-spoke зі змішаними шинами та додатковими кольорами кузова (мінерально-сріблястий, сріблястий льодовик та імперський блакитний діамантовий ефект металевих варіантів; оздоблення BMW Individual Ruby Black металік та Pyrite Brown металік).
Новинкою для F15 X5 стала висококласна система об'ємного звучання преміум-класу Bang and Olufsen, яка включала шістнадцять динаміків, зовнішній 5.1-канальний підсилювач і металеві решітки динаміків. Крім того, аудіосистема преміум-класу Harman Kardon, також із шістнадцятьма динаміками та підсилювачем потужністю 600 Вт, також була доступна як оновлення до стандартної аудіосистеми Hi-Fi із дев'ятьма динаміками.
Опція Traffic Jam Assistant для Driving Assistant Plus, покращений BMW Parking Assistant (акселератор, педаль гальма, елементи керування перемиканням передач) стала доступна для BMW X5 з грудня 2013 року.
У 2018 модельному році всі моделі F15 X5 були оснащені новою інформаційно-розважальною системою BMW iDrive 6.0 шостого покоління, яка вперше включала сенсорний дисплей на додаток до контролера iDrive на центральній консолі. Бездротова інтеграція смартфона Apple CarPlay також стала доступною як окрема опція для автомобілів, обладнаних системою GPS навігації.
Деталі M Performance можна встановити на 25-50 моделей із комплектацією M Sport. До них входять спортивне кермо, оздоблення з вуглецевого волокна, алюмінієві педалі, чорні решітки радіатора, диски M, дзеркала, задні щитки, дифузор, спліттер із вуглецевого волокна, чорні бічні спідниці та спортивні гальма. Моделі 30d і 35i можуть отримати комплект підвищення потужності, що збільшує потужність і крутний момент до 277 к.с. (207 кВт) і 584 Н·м (431 фунт-сила·фут) і на 30d до 326 к.с. (243 кВт) і 450 Н·м (332 фунт-сила·фут) на 35i.
Моделі Full M мають власні запчастини M Performance. До них відносяться чорні решітки радіатора, карбоновий селектор коробки передач, спортивне кермо, карбонові дзеркала, чорні бокові вентиляційні отвори, карбонове оздоблення та кришка паливної горловини.

### Двигуни

#### Бензинові
| Модель    | років          | Трансмісія      | Двигун — турбо                               | потужність                              | Крутний момент                             |
| --------- | -------------- | --------------- | -------------------------------------------- | --------------------------------------- | ------------------------------------------ |
| sDrive35i | 2013–2018 роки | задньопривідний | 3,0 л N55 6-циліндровий рядний               | 225 кВт (302 к. с.) при 5800-6000 об/хв | 400 Н⋅м (295 фунт⋅фут) при 1200-5000 об/хв |
| xDrive35i | 2013–2018 роки | AWD             | 3,0 л N55 6-циліндровий рядний               | 225 кВт (302 к. с.) при 5800-6000 об/хв | 400 Н⋅м (295 фунт⋅фут) при 1200-5000 об/хв |
| xDrive40e | 2015–2018 роки | AWD             | 2,0 л N20 4-циліндровий рядний електродвигун | 230 кВт (308 к. с.) при 3200-6100 об/хв | 450 Н⋅м (332 фунт⋅фут) при 1800-3800 об/хв |
| xDrive50i | 2013–2018 роки | AWD             | 4,4 л N63 V8                                 | 331 кВт (444 к. с.) при 5500-6000 об/хв | 650 Н⋅м (479 фунт⋅фут) при 2000-4500 об/хв |

#### Дизельні
| Модель     | років          | Трансмісія      | Двигун — турбо                  | потужність                              | Крутний момент                             |
| ---------- | -------------- | --------------- | ------------------------------- | --------------------------------------- | ------------------------------------------ |
| sDrive25d  | 2013–07/2015   | задньопривідний | 2,0 л N47 4-циліндровий рядний  | 160 кВт (215 к. с.) при 4400 об/хв      | 450 Н⋅м (332 фунт⋅фут) при 1500—2500 об/хв |
| sDrive25d  | 08/2015-2018   | задньопривідний | 2,0 л B47 4-циліндровий рядний  | 170 кВт (228 к. с.) при 4400 об/хв      | 500 Н⋅м (369 фунт⋅фут) при 1500–3000 об/хв |
| xDrive25d  | 2013–2018 роки | AWD             | 2,0 л N47 4-циліндровий рядний  | 160 кВт (215 к. с.) при 4400 об/хв      | 450 Н⋅м (332 фунт⋅фут) при 1500—2500 об/хв |
| xDrive35d* | 2013–2018 роки | AWD             | 3,0 л N57 6-циліндровий рядний  | 190 кВт (255 к. с.) при 4000 об/хв      | 560 Н⋅м (413 фунт⋅фут) при 1500-3000 об/хв |
| xDrive40d  | 2013–2018 роки | AWD             | 3,0 л N57 6-циліндровий рядний  | 230 кВт (309 к. с.) при 4400 об/хв      | 630 Н⋅м (465 фунт⋅фут) при 1500—2500 об/хв |
| M50d       | 2013–2018 роки | AWD             | 3,0 л N57S 6-циліндровий рядний | 280 кВт (376 к. с.) при 4000-4400 об/хв | 740 Н⋅м (546 фунт⋅фут) при 2000-3000 об/хв |

* Північноамериканські моделі xDrive35d використовували шестициліндровий двигун від моделей xDrive30d європейської специфікації. Транспортні засоби з дизельним двигуном, які продаються в Сполучених Штатах, з кінця 2008 року були обладнані селективним каталізатором, що використовує дизельну вихлопну рідину (DEF) для зменшення викидів NOx, тоді як транспортні засоби, продані в Європі, мали лише перепускну вихлопну трубу через правила, які закінчилися в Dieselgate.

### Коробка передач
Всі моделі оснащені 8-ступінчастою автоматичною коробкою передач Steptronic.

### Продуктивність
| Модель    | Роки           | Прискорення 0—100 км/год (0—62 миля/год) (с) | Максимальна швидкість     | Середня витрата палива.        | Вага (ЄС)             |
| --------- | -------------- | -------------------------------------------- | ------------------------- | ------------------------------ | --------------------- |
| xDrive35i | 2013–2018 роки | 6.5                                          | 210 км/год (130 миля/год) | 8,4 л (24 милі на галон)       | /                     |
| xDrive40e | 2014–2018 роки | 6.5                                          | 235 км/год (146 миля/год) | 8,5 л (27,6 миль на галон)     | /                     |
| xDrive50i | 2013-2018 роки | 5.0                                          | 250 км/год (155 миля/год) | 10,4-10,5 (22,6 милі на галон) | 2 250 кг (4 960 фунт) |

| Модель    | Роки           | Прискорення 0—100 км/год (0—62 миля/год) (с) | Максимальна швидкість     | Середня витрата палива.         | Вага (ЄС)             |
| --------- | -------------- | -------------------------------------------- | ------------------------- | ------------------------------- | --------------------- |
| sDrive25d | 2013–07/2015   | 8.2                                          | 220 км/год (137 миля/год) | 5,6 (42 милі на галон)          | /                     |
| sDrive25d | 08/2015-2018   | 7.7                                          | 220 км/год (137 миля/год) | 5,3 л/100 км (44 милі на галон) | 1 995 кг (4 398 фунт) |
| xDrive25d | 2013–дотепер   | 8.2                                          | 220 км/год (137 миля/год) | 5,9 (39,8 миль на галон)        | /                     |
| xDrive30d | 2013-2018 роки | 6.9                                          | 230 км/год (143 миля/год) | 6,2 (37,9 миль на галон)        | 2 145 кг (4 729 фунт) |
| xDrive40d | 2013–дотепер   | 5.9                                          | 236 км/год (147 миля/год) | 6,4 (36,7 миль на галон)        | /                     |
| M50d      | 2013-2018 роки | 5.3                                          | 250 км/год (155 миля/год) | 6,7 (35,1 миль на галон)        | 2 265 кг (4 993 фунт) |

### Виробництво
BMW X5 і відповідні моделі Security були виготовлені на заводі BMW Spartanburg в США. Самі спеціальні засоби безпеки X5 Security встановлені на заводі в Толуці в Мексиці
У 2015 році він показав 50 % зростання в Росії, ставши найбільш часто купованим BMW в Росії.